# Cambodia League
Cambodia League – najwyższa klasa rozgrywkowa w piłce nożnej w Kambodży. Skupia 10 najlepszych drużyn tego kraju. Pierwsza edycja miała miejsce w 1982. Od 2005 roku nosi nazwę Cambodia League, lub znana jest też pod nazwą Metfone C-League.

## Drużyny w sezonie 2014
| Drużyna                       | Lokalizacja            | Stadion            | Pojemność   |
| ----------------------------- | ---------------------- | ------------------ | ----------- |
| Phnom Penh Crown FC           | Phnom Penh             | RSN Stadium        | Brak danych |
| Boeung Ket Rubber Field       | Prowincja Kampong Cham | Long Sreng Stadium | Brak danych |
| Svay Rieng FC                 | Prowincja Svay Rieng   | Brak danych        | Brak danych |
| Kirivong Sok Sen Chey         | Prowincja Takev        | Brak danych        | Brak danych |
| National Defense Ministry FC  | Phnom Penh             | RCAF Old Stadium   | 10 000      |
| Albirex Niigata FC            | Phnom Penh             | Stadion Olimpijski | 50 000      |
| TriAsia Phnom Penh            | Phnom Penh             | Stadion Olimpijski | 50 000      |
| Nagacorp FC                   | Phnom Penh             | Stadion Olimpijski | 50 000      |
| Asia Europe University FC     | Phnom Penh             | Stadion Olimpijski | 50 000      |
| National Police Commissary FC | Phnom Penh             | Stadion Olimpijski | 50 000      |
| Build Bright United           | Phnom Penh             | Stadion Olimpijski | 50 000      |

Źródło: Soccerway

## Mistrzowie Kambodży
| - 1982: Ministry of Commerce FC - 1983: Ministry of Commerce FC - 1984: Ministry of Commerce FC - 1985: National Defense Ministry FC - 1986: National Defense Ministry FC - 1987: Ministry of Health FC - 1988: Kampong Cham - 1989: Ministry of Transports FC - 1990: Ministry of Transports FC - 1991: Municipal Constructions FC - 1992: Municipal Constructions FC |  | - 1993: National Defense Ministry FC - 1994: Civil Aviation FC - 1995: Civil Aviation FC - 1996: Body Guards Club - 1997: Body Guards Club - 1998: Royal Dolphins - 1999: Royal Dolphins - 2000: National Police FC - 2001: nie rozgrywano - 2002: Samart United - 2003: nie rozgrywano |  | - 2004: nie rozgrywano - 2005: Khemara Keila FC - 2006: Khemara Keila FC - 2007: Nagacorp FC - 2008: Phnom Penh Empire - 2009: Nagacorp FC - 2010: Phnom Penh Crown FC - 2011: Phnom Penh Crown FC - 2012: Boeung Ket Rubber Field - 2013: Svay Rieng FC - 2014: Phnom Penh Crown FC - 2015: Phnom Penh Crown FC |

## Królowie strzelców
| Sezon | Król strzelców     | Drużyna               | Gole |
| 2005  | Hok Sochivorn      | Hello United          | 22   |
| 2009  | Justine Uch Prince | Spark FC              | 21   |
| 2010  | Julius Ononiwu     | Kirivong Sok Sen Chey | 25   |
| 2011  | Julius Oiboh       | Nagacorp FC           | 28   |